# غروفر سايتس
غروفر سايتس (بالإنجليزية: Grover Seitz)‏ هو لاعب كرة قاعدة أمريكي، ولد في 1907 في أماريلو في الولايات المتحدة، وتوفي في 1 فبراير 1957.